# Powiat Hirschberg im Riesengebirge

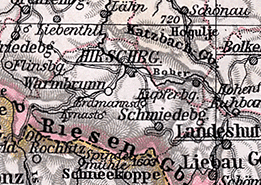
Kreis Hirschberg im Riesengebirge, 1905 r.

Powiat Hirschberg im Riesengebirge (niem. Kreis Hirschberg im Riesengebirge, pol. powiat jeleniogórski) – niemiecki powiat istniejący w okresie od 1741 do 1945 r. na terenie prowincji śląskiej i dolnośląskiej.
Powiat Hirschberg utworzono w rejencji legnickiej pruskiej prowincji Śląsk. W 1816 r. powiat włączono do nowej rejencji dzierżoniowskiej.
W 1818 r. z części powiatu wydzielono nowy powiat świerzawski. Po likwidacji rejencji dzierżoniowskiej w 1820 r. powiat wrócił do rejencji legnickiej.
W 1910 r. powiat obejmował 86 gmin o powierzchni 598,55 km² zamieszkanych przez 87 952 osób.
W 1919 r. prowincję Śląsk zlikwidowano, a rejencja legnicka została włączona do nowej prowincji Dolny Śląsk. W 1922 r. miasto Jelenia Góra wyłączono z powiatu, tworząc nowy powiat miejski. W 1927 r. powiat przemianowano na Hirschberg im Riesengebirge.
W porównaniu do obecnego powiatu nie obejmował on Antoniowa z obecnej gminy Stara Kamienica, a także Czernicy, Janówka i Płoszczyny z gminy Jeżów Sudecki.
Te miejscowości należały ówcześnie do powiatu lwóweckiego. Natomiast Chrośnica należała do 1 października 1932 do powiatu świerzawskiego, a następnie po likwidacji tego powiatu do powiatu złotoryjskiego. Tego samego dnia do powiatu jeleniogórskiego włączono obecne sześć miejscowości w gminie Janowice Wielkie, a także Bobrów, Dąbrowicę i Wojanów z obecnej gminy Mysłakowice oraz Dziwiszów z obecnej gminy Jeżów Sudecki i Maciejowę obecną dzielnicę (od 1976) Jeleniej Góry. Natomiast do powiatu kamiennogórskiego przekazano miejscowości Czarnów i Rędziny.
Oprócz Jeleniej Góry miastem od początku istnienia powiatu były cały czas Kowary. Kupferberg przed 1 października 1932 był na terenie powiatu świerzawskiego, a w 1935 prawa miejskie otrzymał Bad Warmbrunn, któremu 9 stycznia 1925 nadano człon Bad.
Od 1945 r. terytorium powiatu znajduje się pod administracją polską.